# Victor Gibson
Pour l’article homonyme, voir Gibson.
Victor Gibson de son vrai nom Arthur Henry Gibson est un footballeur et entraîneur écossais, né le 18 juillet 1888 à Woolwich et mort le 8 avril 1958 à Ruislip.

## Biographie
Victor Gibson est arrivé en 1912, en provenance de Barcelone, comme joueur de champ à l'Olympique de Cette.
Il participe avec son président Georges Bayrou, à la fondation du FC Cettois dont il est également capitaine et entraîneur. Son apport technique et tactique au club est décisif. Il est également à l'origine des couleurs du maillot cerclé vert et blanc qu'il impose en référence au Celtic de Glasgow.
Âgé de trente ans lorsqu'il arrive dans la cité des Dauphins, il joue encore après-guerre : il remporte à cinq reprises le très relevé Championnat de la Ligue du Sud-Est de 1920 à 1924. Mais, il préfère céder sa place lors de la finale de la Coupe de France en 1923, le nombre de joueurs étrangers étant limité à trois par équipe. Il joue par contre la finale l'année suivante. Mais ces deux finales sont perdues. Il a joué un rôle essentiel dans la formation des joueurs : il a eu sous sa direction 22 des 45 internationaux de Sète, dont Laurent Henric, Louis Cazal ou Alexandre Villaplane.
Il rejoint en 1924, le club voisin du SO Montpellier où il joue encore quelques matches à quarante-trois ans.
Puis il est engagé par l'Olympique de Marseille en avril 1926, comme entraîneur, à plein temps. Il remporte deux Coupe de France en 1926 et 1927 et deux championnats de la Ligue du Sud-Est en 1927 et 1929 avec le club de la cité phocéenne.
Après un court passage à Grasse, il est embauché par le FC Sochaux-Montbéliard, Gibson n'a pas les résultats sportifs escomptés dans les premiers championnats professionnels. Il est remercié par la direction du club franc-comtois, avant la fin de la saison 1933-1934. 
Il rejoint alors Bordeaux où il entraîne le SC Bastidienne puis son successeur, le FC Hispano-Bastidienne, en Division 2.
Son expérience bordelaise n'étant pas une réussite, il rentre au Royaume-Uni en 1936 après 24 ans passés en France, où il devient jardinier.
Il meurt le 8 avril 1958 à Ruislip en Angleterre âgé de 69 ans.

## Palmarès
- Finaliste de la Coupe de France 1923 et 1924 avec le FC Cette
- Coupe de France 1926 et 1927 avec l'Olympique de Marseille
- 2 fois Champion du Languedoc USFSA en 1913 et 1914 avec l'Olympique Cettois
- 1 fois Champion de la Ligue du Sud en 1920 avec le FC Cette
- 4 fois Champion de la Ligue du Sud-Est DH de 1921 à 1924 avec le FC Cette
- 2 fois Champion de la Ligue du Sud-Est DH en 1927 et 1929 avec l'Olympique de Marseille